# Theater of the Mind
Theater of the Mind es el sexto disco con Disturbing Tha Peace (séptimo en su carrera) del artista de rap de Atlanta Ludacris. El disco fue lanzado el 24 de noviembre. Es desde Back For The First Time el único álbum que no ha alcanzado el número uno. Y sus canciones no han alcanzado como mínimo el top #10 de la lista de Estados Unidos, por lo que se convierte en su álbum menos proclamado. Aun así, el artista tiene previsto hacer una secuela.

## Canciones
| #  | Título                                                                     | Compositor                     | Colaborador                            | Duración | Versionando                                               |
| -- | -------------------------------------------------------------------------- | ------------------------------ | -------------------------------------- | -------- | --------------------------------------------------------- |
| 1  | "Intro"                                                                    | The Runners                    |                                        | 1:55     |                                                           |
| 2  | "Undisputed"                                                               | Don Cannon                     | Floyd "Money" Mayweather               | 4:33     | "We'll Find a Way" por Edwin Starr                        |
| 3  | "Wish You Would"                                                           | DJ Toomp & 8TRIX               | T.I.                                   | 4:47     |                                                           |
| 4  | "One More Drink"                                                           | Trackmasters                   | T-Pain                                 | 3:41     |                                                           |
| 5  | "Call Up the Homies"                                                       | Clinton Sparks & Kamau Georges | The Game & Willy Northpole             | 4:04     |                                                           |
| 6  | "Southern Gangsta"                                                         | StreetRunner                   | Rick Ross, Playaz Circle & Ving Rhames | 4:34     |                                                           |
| 7  | "Everybody Hates Chris"                                                    | Don Cannon                     | Chris Rock                             | 4:54     | "Woman Like Me" por Gladys Knight & the Pips.             |
| 8  | "What Them Girls Like"                                                     | Darkchild & Sean Garrett       | Chris Brown & Sean Garrett             | 4:02     |                                                           |
| 9  | "Nasty Girl"                                                               | Swizz Beatz                    | Plies                                  | 4:32     |                                                           |
| 10 | "Contagious"                                                               | Scott Storch                   | Jamie Foxx                             | 4:45     |                                                           |
| 11 | "Last of a Dying Breed"                                                    | Wyldfyer                       | Lil' Wayne                             | 4:10     | "You Don't Have to Say You Love Me" por Dusty Springfield |
| 12 | "MVP"                                                                      | DJ Premier                     |                                        | 3:50     | "Virgo" por Nas "DTP for Life" por Disturbing tha Peace   |
| 13 | "I Do It for Hip Hop"                                                      | Wyldfyer                       | Nas & Jay-Z                            | 5:22     |                                                           |
| 14 | "Do the Right Thang"                                                       | 9th Wonder                     | Common & Spike Lee                     | 5:14     | "Na Boca Do Sol" por Arthur Verocai                       |
| *  | "Let's Stay Together" (USA & UK iTunes Bonus Track)                        | DJ Paul & Juicy J              |                                        | 4:18     | "Everybody's Breakin' Up" por Billy Paul                  |
| *  | "Press the Start Button" (Dutch iTunes Bonus Track / Japanese bonus track) | Dre & Vidal                    |                                        | 4:00     |                                                           |

## Posicionamiento
| Lista (2008)                          | Posición |
| ------------------------------------- | -------- |
| Canadian Albums Chart                 | 22       |
| Swiss Albums Chart                    | 46       |
| U.S. Billboard 200                    | 5        |
| U.S. Billboard Top R&B/Hip-Hop Albums | 2        |
| U.S. Billboard Top Rap Albums         | 1        |

## Videos
- What Them Girls Like
- Undisputed
- One More Drink
- Everybody Hates Chris
- Nasty Girl